# Società Tramvie Elettriche Savonesi
La Società Tramvie Elettriche Savonesi (STES), fondata nel 1911, era la società di scopo con cui i principali gruppi industriali presenti a Savona costituirono per la costruzione e l'esercizio della tranvia Savona-Vado Ligure, che consentì di disporre di un sistema di trasporto di massa per la mobilità delle maestranze che operavano nell'allora nascente zona industriale di Vado Ligure.
Messa a dura prova dagli eventi legati alle due guerre mondiali, nel 1942 la STES entrò a far parte della SITA, che attuò un piano di graduale trasformazione dei servizi portando alla chiusura della tranvia, avvenuta nel 1948.

## Storia

### La fondazione
La fondazione della STET risale al 1º marzo 1911, allo scopo di attuare quanto previsto dalla concessione della tranvia Savona-Vado Ligure approvata con decreto ministeriale n. 1471 del 12 ottobre 1913.
La nuova azienda era rappresentata dai signori Riccardo Rietti, Piero Annovazzi, Giacomo Veirana e Bozzano, che operavano a tutela degli interessi dei soci fondatori, ossia i principali gruppi industriali che avevano propri stabilimenti nella zona:
- la Siderurgica di Savona, società costituita nel 1900 che disponeva di un'area di 120.000 m2 che era un'emanazione della Società degli Alti Forni, Fonderie e Acciaierie di Terni; la forza lavoro ammontava a circa 2000 operai. Fu negli uffici di tale azienda, rappresentata dal direttore ingegner Riccardo Rietti, che venne firmato l'atto di costituzione della STES[3].
- la Società Italiana Westinghouse, che rappresentava a Savona l'industria di maggiori dimensioni. Fondata nel 1906 quale emanazione della statunitense Westinghouse, tale azienda subì nel corso dei decenni diverse trasformazioni societarie divenendo dapprima Tecnomasio, poi Tecnomasio Italiano Brown Boveri (TIBB), poi ADtranz ed infine Bombardier Transportation Italy[4].
- la Società di lavorazione carboni fossili, costituita a Genova nel 1867, possedeva uno stabilimento in località Letimbro, poi ampliato con i nuovi impianti di Vado Ligure dalla potenzialità di 90.000 tonnellate annue, con una manodopera complessiva di 300 operai. Tale area, raccordata alla stazione di Vado Ligure, venne poi dismessa nel 1917 e ceduta alla confinante Servettaz[5].
- la Società Elettrica Negri, costituita a Milano nel 1905, rappresentava un'emanazione della Edison creata dall'ingegner Negri, dal consigliere delegato della stessa. L'azienda disponeva di una centrale idroelettrica ad Airole, che alimentava la tranvia sociale e il comprensorio compreso fra Savona e il confine francese, e una seconda centrale, di tipo termico, ad Arma di Taggia. Sotto il controllo di tale azienda passò in seguito, assieme ad altre, la Società Elettrica Ligure Occidentale e vennero costruite la centrale termoelettrica di corso Colombo e la sottostazione di trasformazione di Lavagnola, ai tempi uno degli impianti di tale tipo più grandi d'Europa[6].

Il capitale iniziale era pari a 800.0000 ₤, suddiviso 8.000 azioni da 100 ₤ cadauna, in seguito aumentato a 2.000.000 ₤ diviso in 20.000 azioni da 100 ₤ cadauna.

### I capitali Fiat
Il periodo della seconda guerra mondiale presentava un contesto economico e politico profondamente differente rispetto a quello della fondazione della STES: le industrie della zona erano entrate in crisi all'indomani della grande depressione e le attività di trasporto pubblico non consentivano più di remunerare il capitale, anche per la una crescente avversione da parte dei Comuni e dell'opinione pubblica rispetto alle gestioni private, che si traduceva nella mancata volontà di investire nel rinnovo di materiali e impianti. Gli stessi capitali stranieri si erano allontanati dall'Italia in conseguenza delle sanzioni e della successiva politica di autarchia.
In questo scenario si inseriva la presenza di grandi gruppi industriali italiani del settore automotive, che disponevano di proprie imprese di consulenza, progettazione, trasporto e soprattutto dei capitali necessari per investire nel settore, promuovendo le proprie tecnologie a discapito delle reti tranviarie preesistenti.
Nel 1942 la SITA, azienda del gruppo Fiat, entrò nel capitale STES, determinando un orientamento favorevole al progressivo disimpegno dall'esercizio tranviario a favore del trasporto su gomma.

## Attività
Principale attività dell'azienda fu la costruzione e il successivo esercizio della citata tranvia extraurbana e del servizio tranviario urbano svolto all'interno di Savona, che occupava complessivamente una forza lavoro di circa 100 addetti
Oltre al servizio tranviario la STES esercitò anche quello di alcune linee automobilistiche, cedendo poi nel novembre 1936 il relativo ramo di azienda alla Società Italiana per le Filovie Elettriche (SIPE), rinunciando nel contempo a ogni forma di concorrenza con la stessa sulle relazioni operate.